# Citroën C4
Citroën C4 – samochód osobowy klasy kompaktowej produkowany pod francuską marką Citroën od 2004 roku. Od 2020 roku produkowana jest trzecia generacja modelu.

## Pierwsza generacja

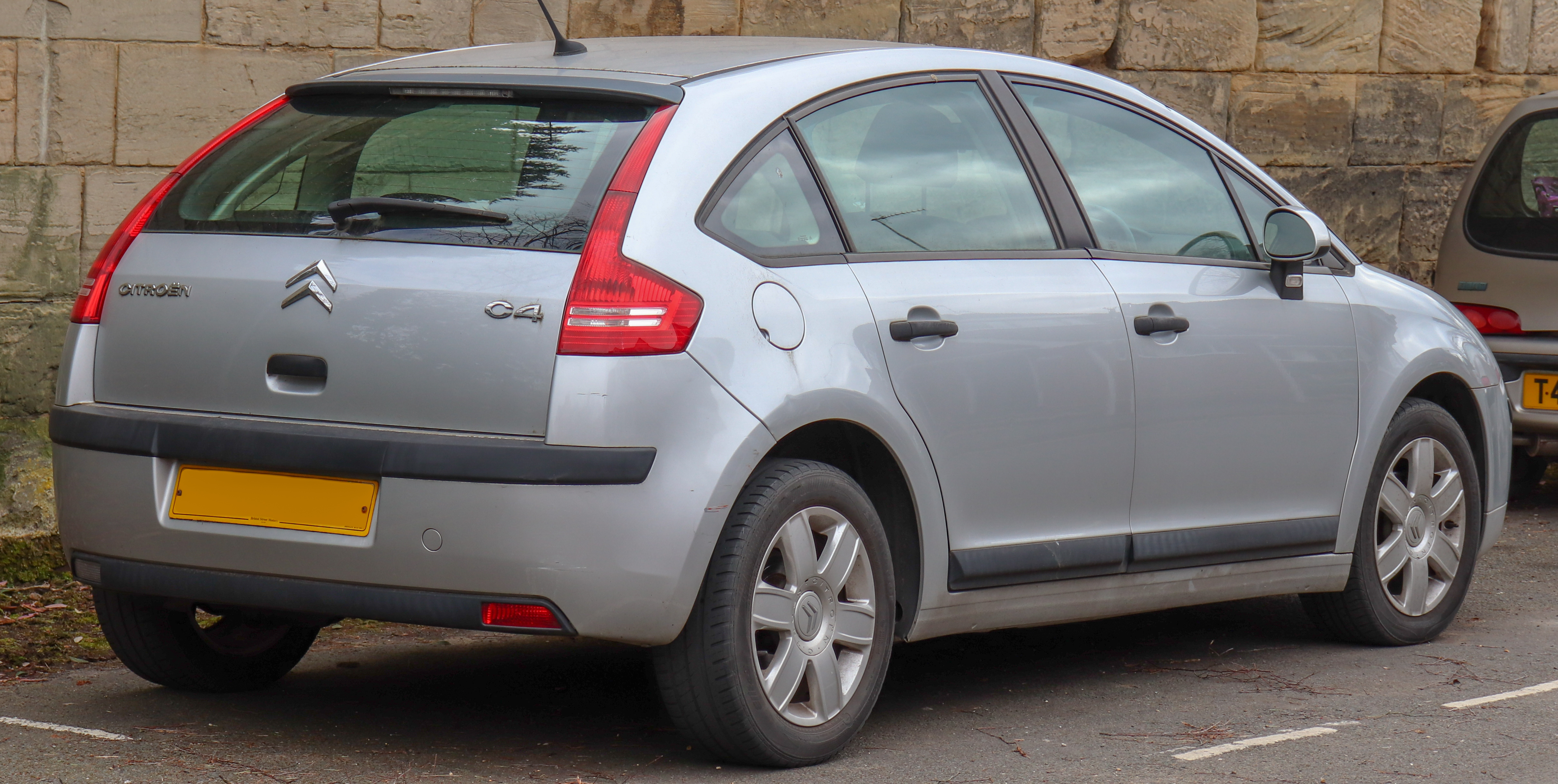
Citroën C4 - tył

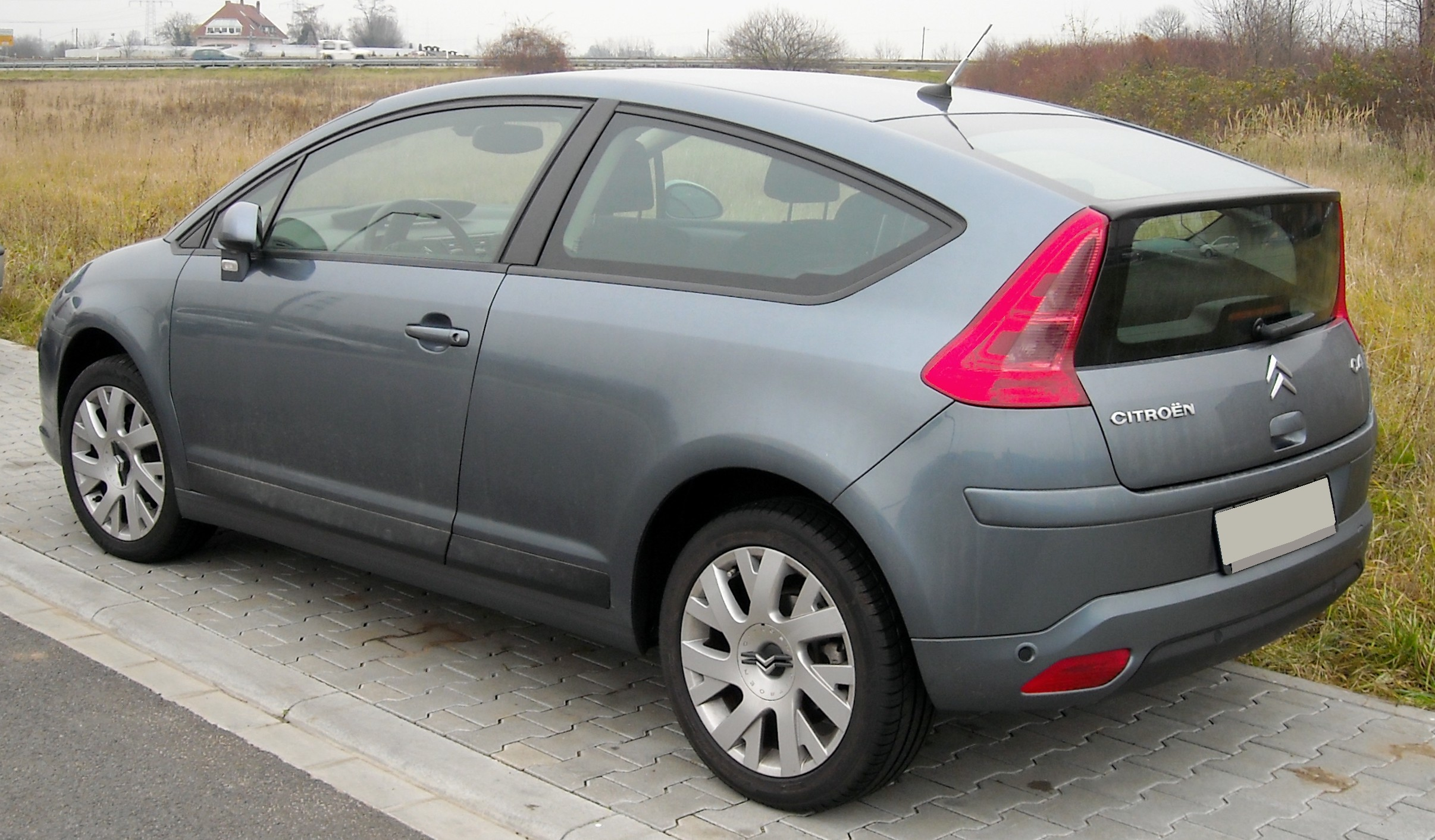
Citroën C4 I Coupe

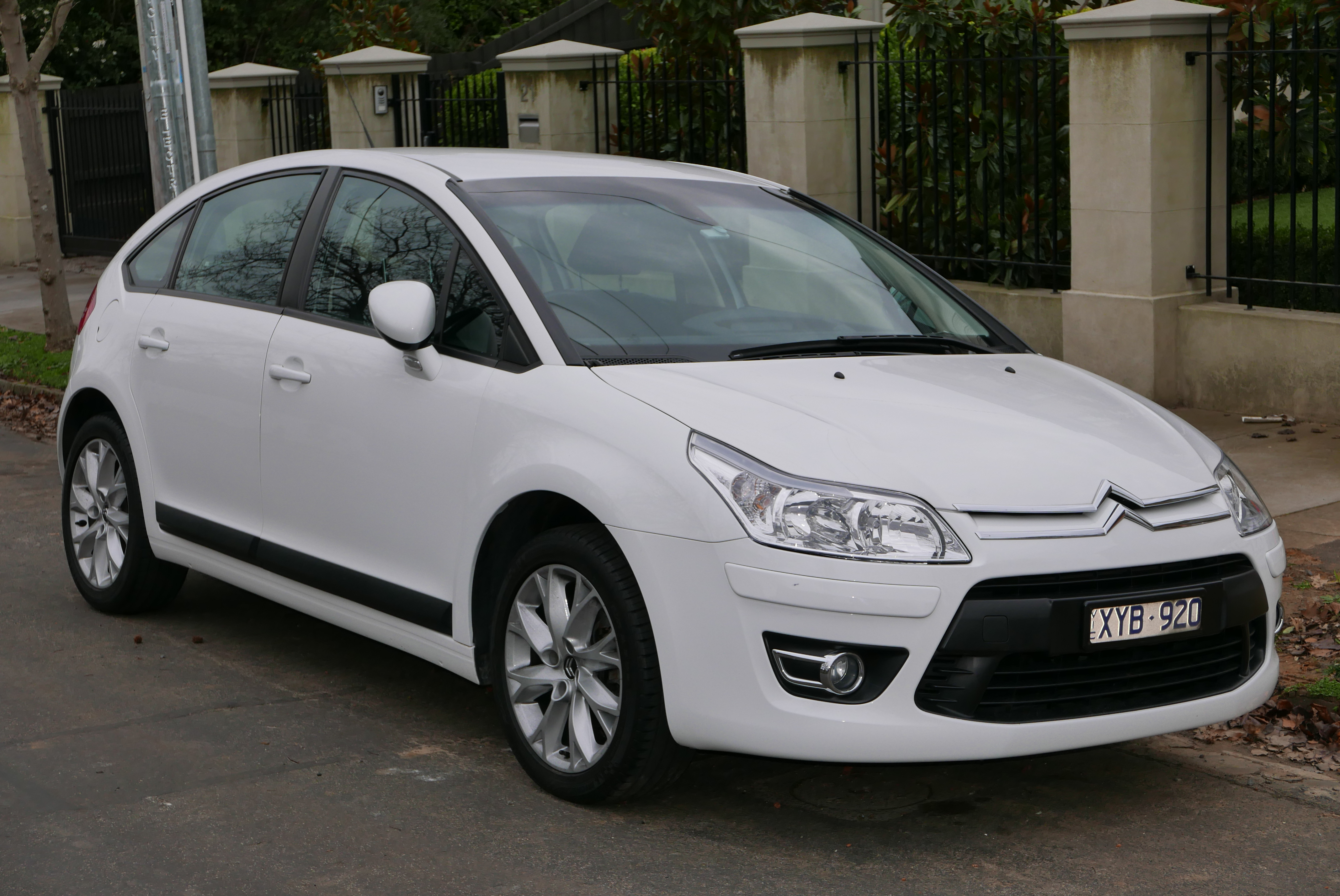
Citroën C4 I po liftingu

Citroën C4 I został zaprezentowany po raz pierwszy w 2004 roku.
Pierwsza generacja auta zaprezentowana podczas salonu samochodowego w Paryżu w 2004 roku. Model produkowano w latach 2004–2010. W plebiscycie na Europejski Samochód Roku 2005 zajął 2. pozycję (za Toyotą Prius II).
C4 oferowane było w wersji trzydrzwiowej – coupé i pięciodrzwiowej – berline. W 2008 roku w Hiszpanii, Czechach, Węgrzech, Słowacji i Rumunii oferowano wersja sedan.
C4 I oferował m.in. system obiegu powietrza, który uzupełniono o dozownik oferujący 9 różnych zapachów. Nietypowym rozwiązaniem jest kierownica, w której ruchomy jest tylko wieniec - środek kierownicy pozostaje nieruchomy. Dzięki temu możliwe było zastosowanie prostokątnej poduszki powietrznej kierowcy. Nieruchoma piasta zawiera przyciski sterujące oraz pokrętła - obsługują one dostęp do menu pojazdu, radio, tempomat, ogranicznik prędkości. W lepiej wyposażonych wersjach możliwe było też sterowanie klimatyzacją i podświetleniem z poziomu kierownicy.
Na podstawie tego modelu Citroën zaprezentował nowe rajdowe auto – Citroën C4 WRC na sezon 2007.
W 2008 roku samochód przeszedł delikatny face lifting. Zmienił się nieco przedni zderzak, maska, atrapa chłodnicy, tylne światła(w wersji 3-drzwiowej). Dodatkowo pojawiły się nowe wzory tapicerek, kolory nadwozia i felgi. Samochód został wydłużony o 15 mm. Modernizacja objęła również paletę silników.

### Bezpieczeństwo
Kompaktowy Citroën otrzymał w teście Euro NCAP pięć gwiazdek, co jest najwyższym możliwym wynikiem.
Wyposażenie w zakresie bezpieczeństwa obejmuje system sprawdzający, czy kierowca nie usypia oraz kierunkowe reflektory ksenonowe doświetlające zakręty. C4 posiada również system, który ostrzega kierowcę przed przypadkową zmianą pasa ruchu podczas jazdy na autostradzie (FLIR), a komputer potrafi monitorować ciśnienie w oponach. Standardowo C4 wyposażony jest w kontrolki zapięcia pasów na wszystkich pięciu siedzeniach oraz sygnał dźwiękowy informujący kierowcę i pasażerów o niezapięciu pasów.

### Dane techniczne
Citroën C4 może być wyposażony w jedną z jednostek benzynowych o pojemności od 1,4 do 2,0 l i mocy od 88 do 180 KM lub jedną z jednostek wysokoprężnych HDi o mocy od 90 do 140 KM. Większość z tych silników spełnia normę Euro 4, a w silnikach HDi można zamontować filtr cząstek stałych. W 2008 roku wprowadzone zostały nowe benzynowe jednostki napędowe opracowane przy współpracy z BMW, mianowicie silnik 1.6 VTi ze zmiennymi fazami rozrządu o mocy 120 KM, oraz turbodoładowany silnik 1.6 THP z bezpośrednim wtryskiem paliwa o mocy 150 KM. Jednostki te zastąpiły dotychczas stosowane silniki 1.6 16V oraz 2.0 16V. Pojawił się także zmodyfikowany silnik Diesla 2.0 HDi o mocy 140 KM, spełniający normę Euro 5.

#### Silniki benzynowe
| Silnik       | Pojemność skokowa (cm³) | Moc maksymalna (KM) przy obr/min | Maks. moment obrotowy (Nm) przy obr/min | Układ i liczba cylindrów | liczba zaworów | Przyśpieszenie (0-100 km/h) | Prędkość maksymalna | Średnie zużycie paliwa na 100 km | Lata produkcji |
| ------------ | ----------------------- | -------------------------------- | --------------------------------------- | ------------------------ | -------------- | --------------------------- | ------------------- | -------------------------------- | -------------- |
| 1.4          | 1360                    | 88/5250                          | 133/3250                                | R4                       | 16             | 12,8 s                      | 182 km/h            | 6,4 l                            | od 2004        |
| 1.6          | 1587                    | 110/5800                         | 147/4000                                | R4                       | 16             | 10,6 s                      | 194 km/h            | 7,1 l                            | 2004–2008      |
| 1.6 VTi      | 1598                    | 120/6000                         | 160/4250                                | R4                       | 16             | 10,0 (11,9) s               | 195 (187) km/h      | 6,7 (7,0) l                      | od 2008        |
| 1.6 THP Auto | 1598                    | 140/6000                         | 240/1400                                | R4                       | 16             | 9,7 s                       | 202 km/h            | 7,7 l                            | od 2008        |
| 1.6 THP      | 1598                    | 150/5800                         | 240/1400                                | R4                       | 16             | 8,4 s                       | 212 km/h            | 6,9 l                            | od 2008        |
| 2.0          | 1997                    | 136/6000                         | 190/4100                                | R4                       | 16             | 9,2 s                       | 207 km/h            | 7,8 l                            | 2004–2008      |
| 2.0 Auto     | 1997                    | 140/6000                         | 200/4000                                | R4                       | 16             | 10,1 s                      | 206 km/h            | 8,1 l                            | 2005–2008      |
| 2.0 VTS      | 1997                    | 180/7000                         | 202/4750                                | R4                       | 16             | 8,3 s                       | 227 km/h            | 8,4 l                            | 2004–2008      |

W nawiasach dane dla automatycznej skrzyni biegów.

#### Silniki wysokoprężne
| Silnik      | Pojemność skokowa (cm³) | Moc maksymalna (KM) przy obr/min | Maks. moment obrotowy (Nm) przy obr/min | Układ i liczba cylindrów | liczba zaworów | Przyśpieszenie (0-100 km/h) | Prędkość maksymalna | Średnie zużycie paliwa na 100 km | Lata produkcji |
| ----------- | ----------------------- | -------------------------------- | --------------------------------------- | ------------------------ | -------------- | --------------------------- | ------------------- | -------------------------------- | -------------- |
| 1.6 HDi 90  | 1560                    | 90/4000                          | 215/1750                                | R4                       | 16             | 12,5 s                      | 180 km/h            | 4,4 l                            | od 2004        |
| 1.6 HDi 110 | 1560                    | 109/4000                         | 240/1750                                | R4                       | 16             | 11,2 s                      | 192 km/h            | 4,5 l                            | od 2004        |
| 2.0 HDi 136 | 1997                    | 136/4000                         | 320/2000                                | R4                       | 16             | 10,5 (11,4) s               | 207 (205) km/h      | 5,4 (6,6) l                      | od 2004        |
| 2.0 HDi 140 | 1997                    | 140/4000                         | 320/2000                                | R4                       | 16             | 9,7 s                       | 207 km/h            | 5,3 l                            | od 2008        |

W nawiasach dane dla automatycznej skrzyni biegów.

### Citroën C4 I Sedan

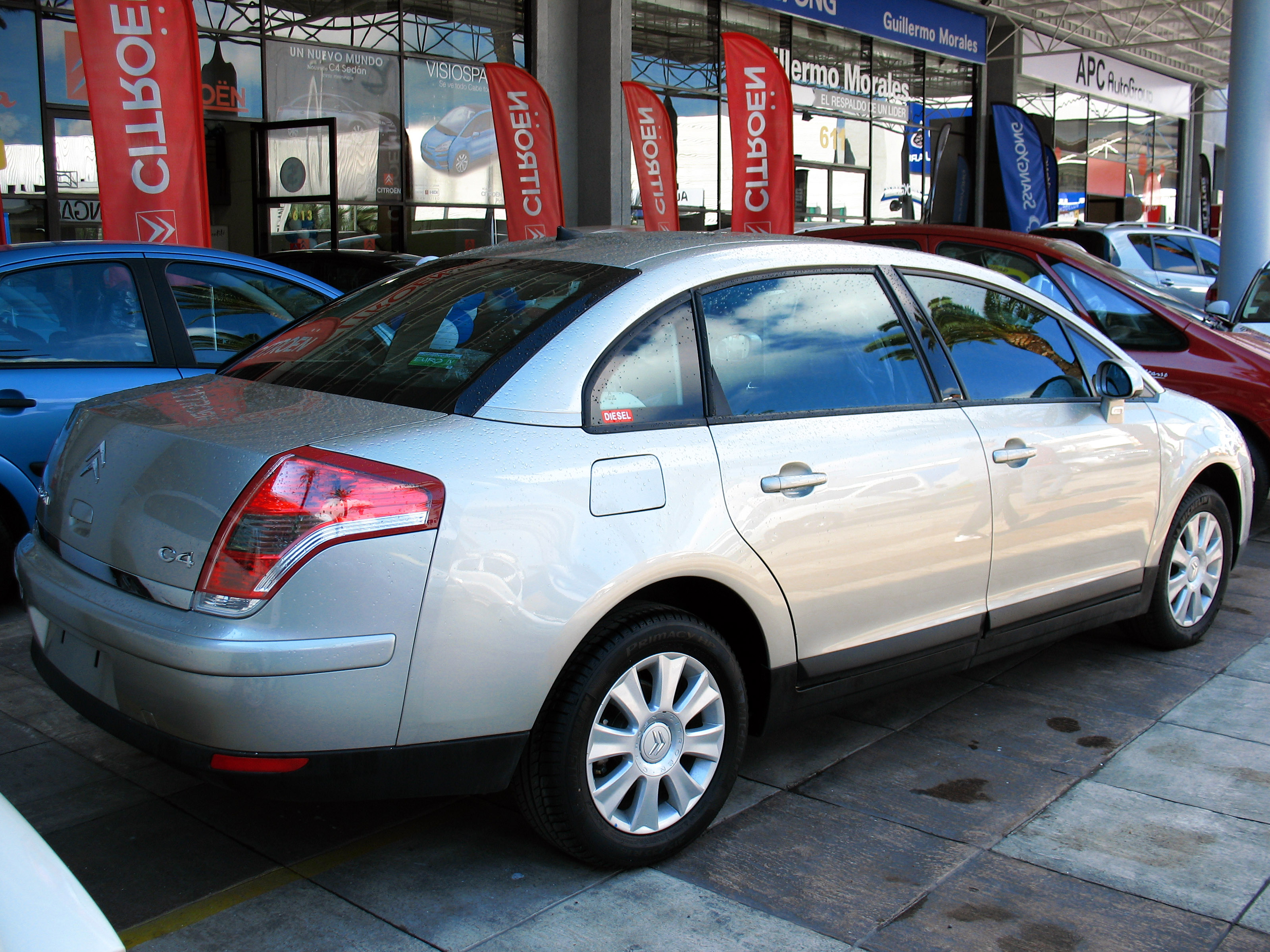
Citroën C4 Sedan - tył

Citroën C4 I Sedan został zaprezentowany po raz pierwszy w 2006 roku.
Odmiana sedan modelu C4 powstała z myślą m.in. o rynku chińskim, a także południowoamerykańskim i wybranych rynkach Europy południowo-wschodniej. Poza m.in. Argentyną czy Węgrami, gdzie samochód oferowano po prostu jako odmianę sedan modelu C4, na większości rynków trójbryłowe kompaktowe auto Citroena nosiło różne nazwy. W Hiszpanii i Portugalii, a także w Brazylii było to C4 Pallas, a w Chinach - C-Triomphe. Samochód produkowano z przeznaczeniem na rynek Ameryki Południowej do 2013 roku, po czym zastąpił je model C4L.

### Silnik
- R4 2,0 l (1997 cm³), 4 zawory na cylinder, DOHC
- Układ zasilania: wtrysk
- Średnica cylindra × skok tłoka: 85,00 mm × 88,00 mm
- Stopień sprężania: b/d
- Moc maksymalna: 147 KM (108 kW) przy 6000 obr./min
- Maksymalny moment obrotowy: 200 N•m przy 4000 obr./min

### Osiągi
- Przyspieszenie 0-100 km/h: 9,9 s
- Prędkość maksymalna: 205 km/h

### Citroën C-Quatre

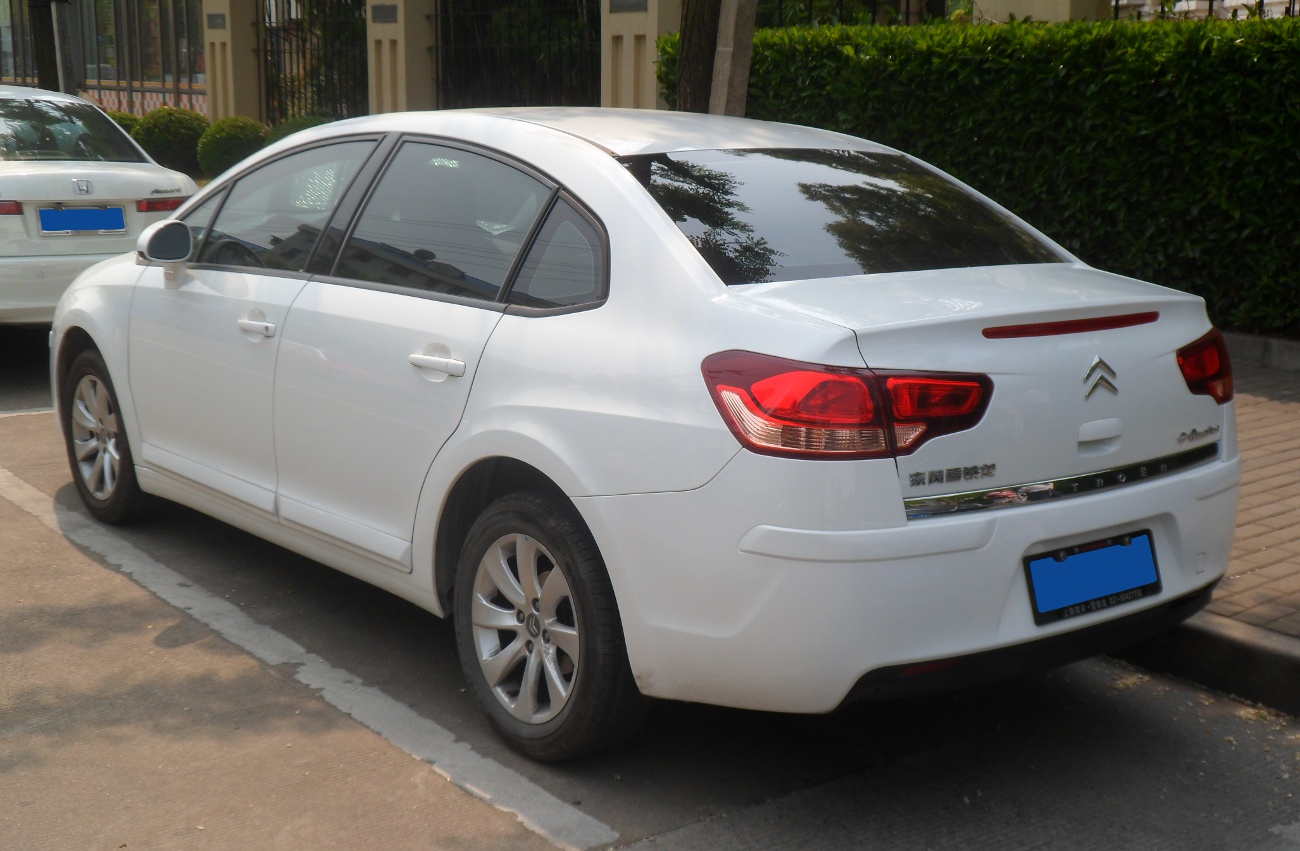
Citroën C-Quatre - tył

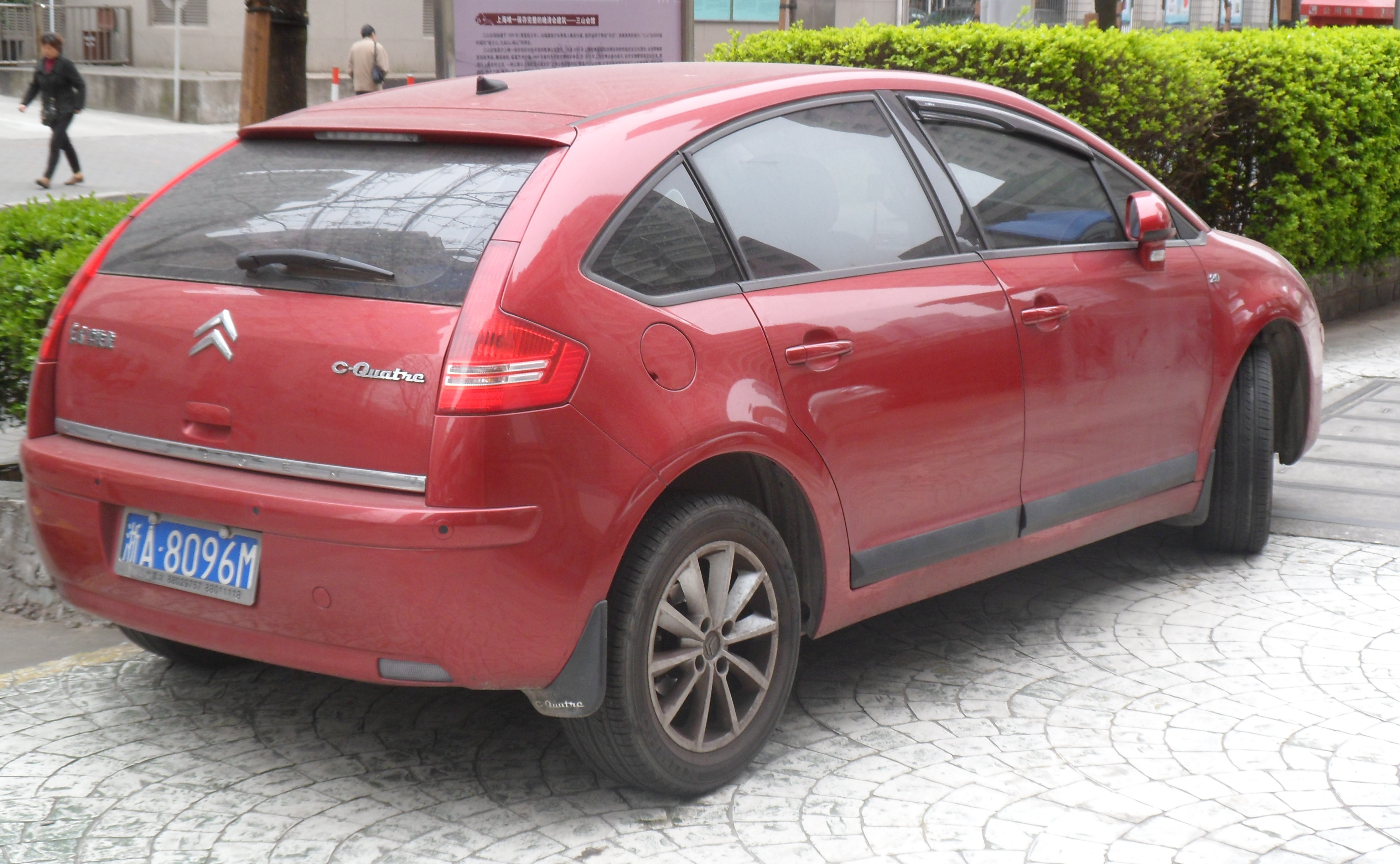
Citroën C-Quatre Hatchback

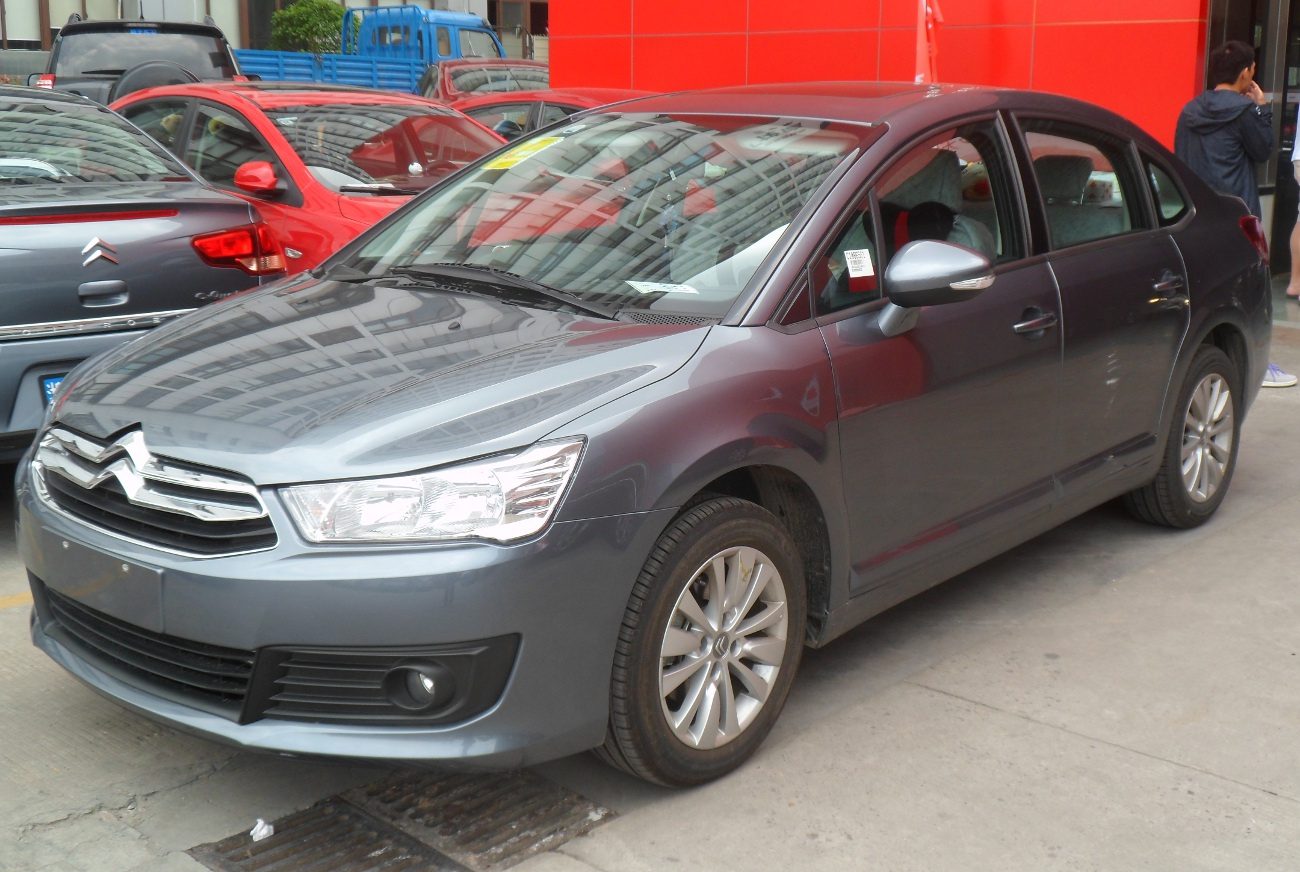
Citroën C-Quatre po liftingu

Citroën C-Quatre został zaprezentowany po raz pierwszy w 2010 roku.
Dzieje trójbryłowego C4 pierwszej generacji trwały do 2015 roku, gdzie po zakończeniu produkcji modelu C-Triomphe, samochód zmienił nazwę i przeszedł gruntowną modernizację obejmującą kształt nadwozia. W 2009 roku przedstawiono model C-Quatre. W stosunku do C-Triomphe, pojawił się inny wygląd tylnej części nadwozia i inaczej zarysowano kształt bagażnika. Ofertę wzbogaciła wersja hatchback oparta na pierwszej generacji europejskiego C4 Hatchback.
Gruntowna modernizacja została przeprowadzona w 2012 roku, kiedy to zmodyfikowano wygląd pasa przedniego - reflektorów, zderzaka i atrapy chłodnicy. W połowie 2015 roku chińskie C-Quatre zastąpił opracowany specjalnie dla Chin model C4 Sedan, który jest zmodernizowaną wariacją na temat drugiej generacji C4. Dla innych krajów powstał zupełnie inny sedan, również na bazie drugiej generacji C4 - C4L, który oferowany jest do dziś m.in. Rosji, Brazylii i w Chinach, jako niezależny model względem tamtejszego C4 Sedan.

## Druga generacja

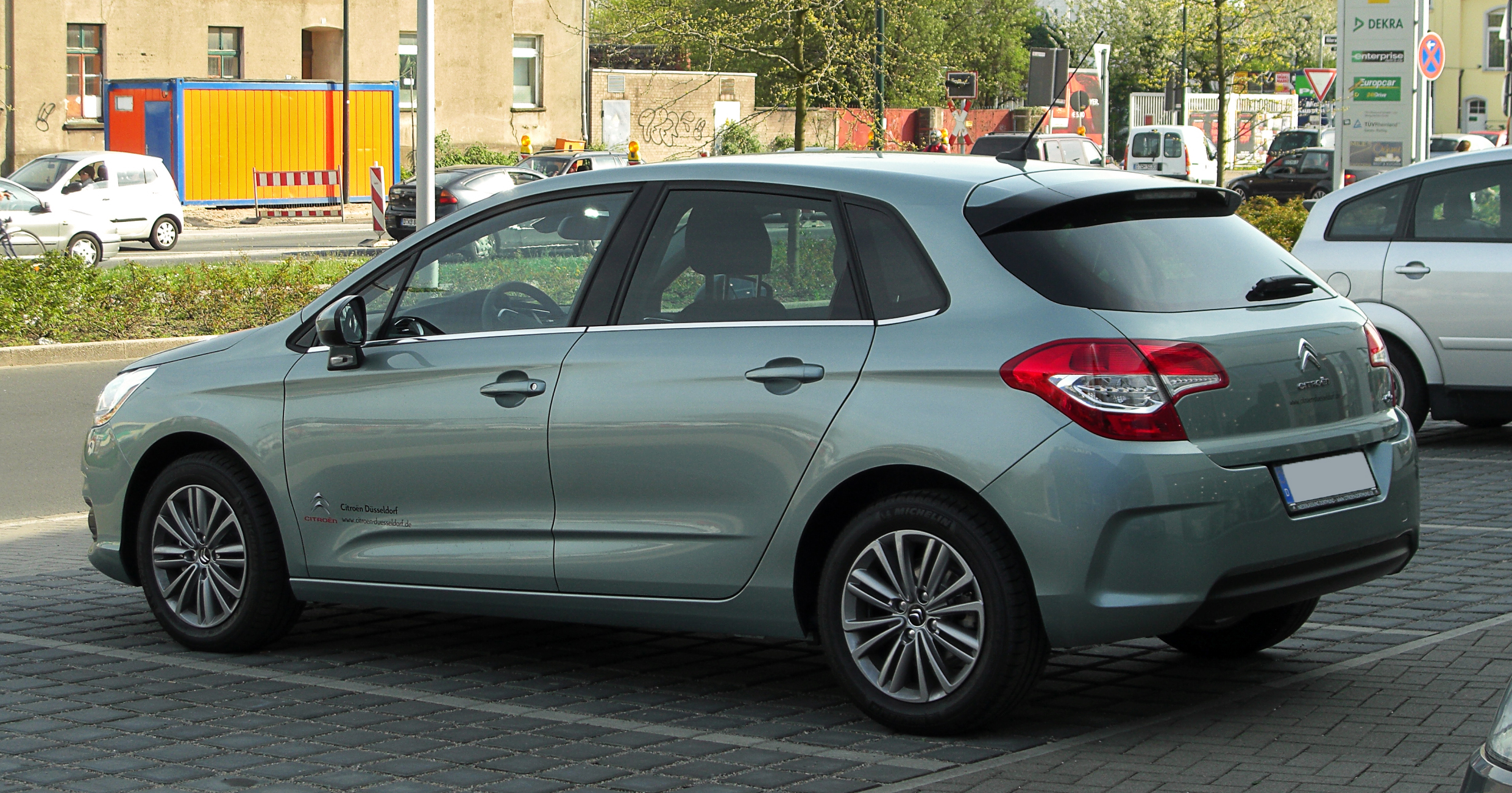
Citroën C4 II - tył

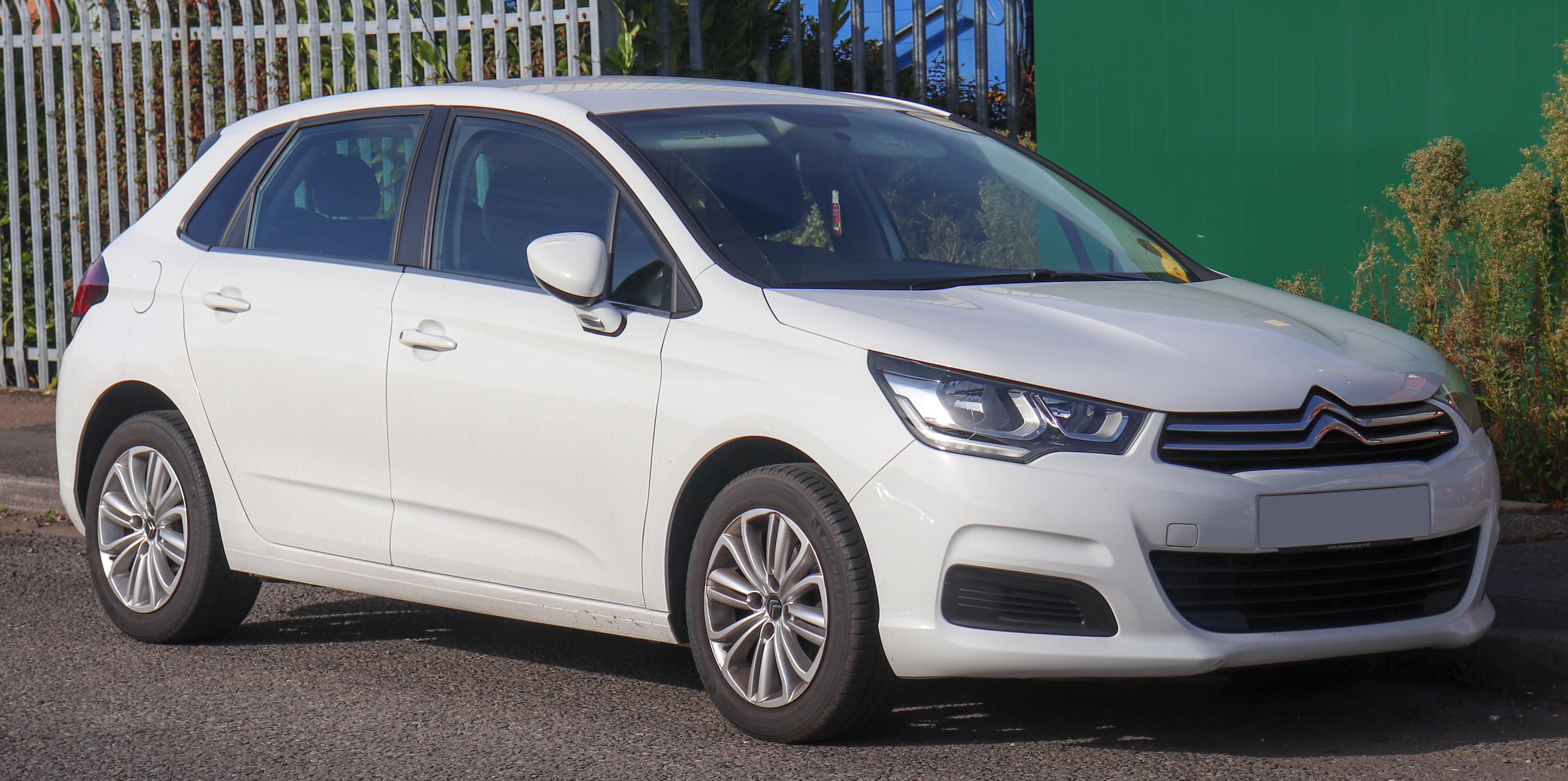
Citroën C4 II po liftingu

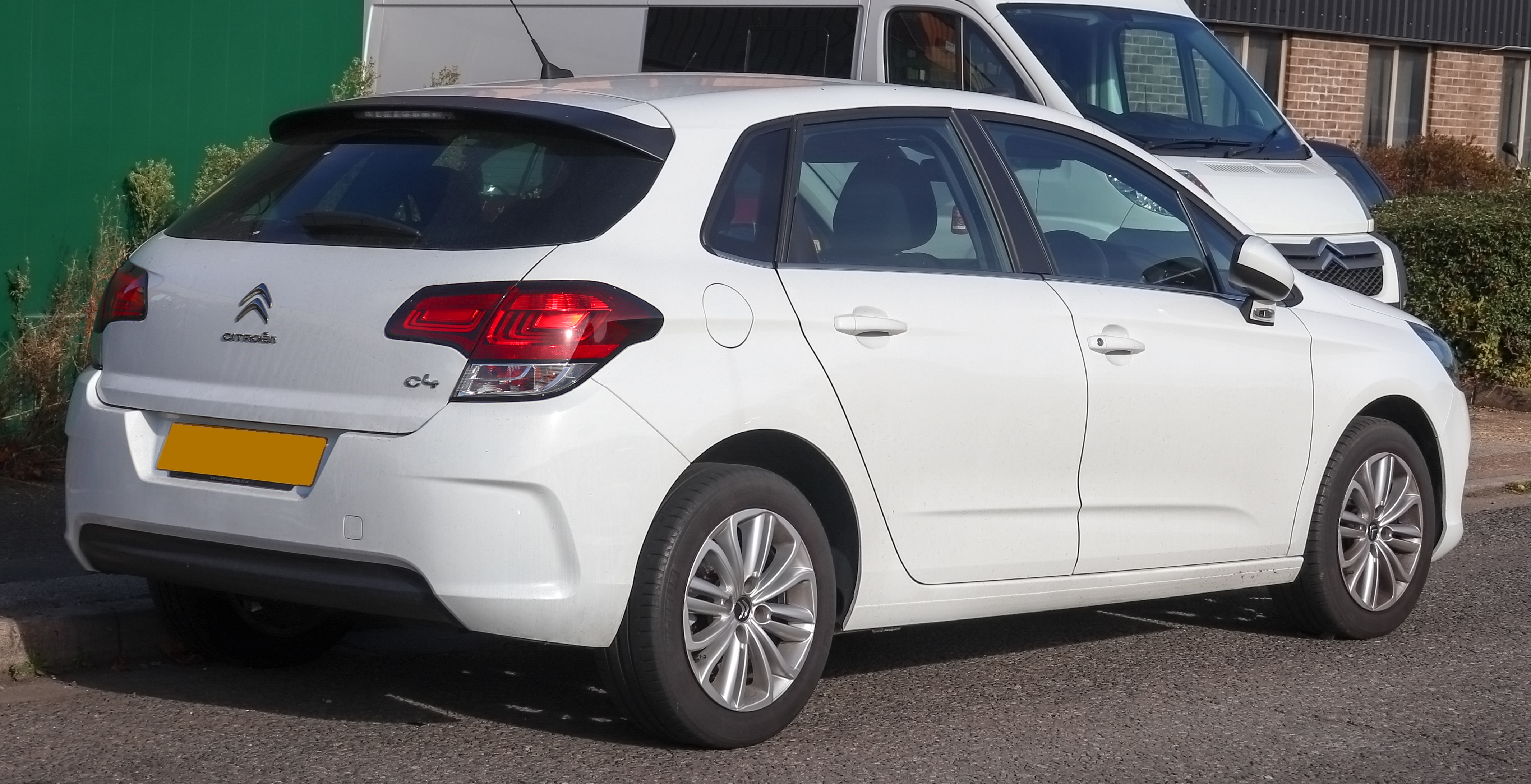
Citroën C4 II - tył po liftingu

Citroën C4 II został zaprezentowany po raz pierwszy w 2010 roku.
Auto oficjalnie zaprezentowano podczas Międzynarodowego Salonu Samochodowego w Paryżu w 2010 roku. Samochód przeszedł gruntowną metamorfozę, zyskując bardziej konserwatywne, kanciaste proporcje nadwozia. Charakterystycznym elementem stały się dwuczęściowe, tylne lampy. C4 stało się wyraźnie większe, szczególnie w tylnym przedziale pasażerskim i pod kątem pojemności bagażnika. Dużo zmieniło się także w kokpicie - zyskał on bardziej tradycyjny projekt, w związku z czym wycofano się z koncepcji kierownicy z nieruchomym środkiem, a zegary znalazły się na wprost przed kierowcą.
Oferta nadwoziowa w Europie składała się tylko z 5-drzwiowego hatchbacka. Zabrakło odmiany 3-drzwiowej, argumentując, że nie notowała ona satysfakcjonujących dla producenta wyników sprzedażowych.
Produkcja C4 Hatchback na rynek europejski została zakończona w 2018 roku, nie prezentując następcy. Pierwotnie mówiono, że miejsce tego modelu zajmie mniejszy, miejski crossover C4 Cactus, jednak w 2020 roku francuska marka zaprezentowała nową generację tego samochodu w formie 5-drzwiowego hatchbacka.
Wersje wyposażeniowe:
- Attraction
- Seduction
- Exclusive
- Vitamin - seria specjalna
- Selection - seria specjalna

### Citroën C4L

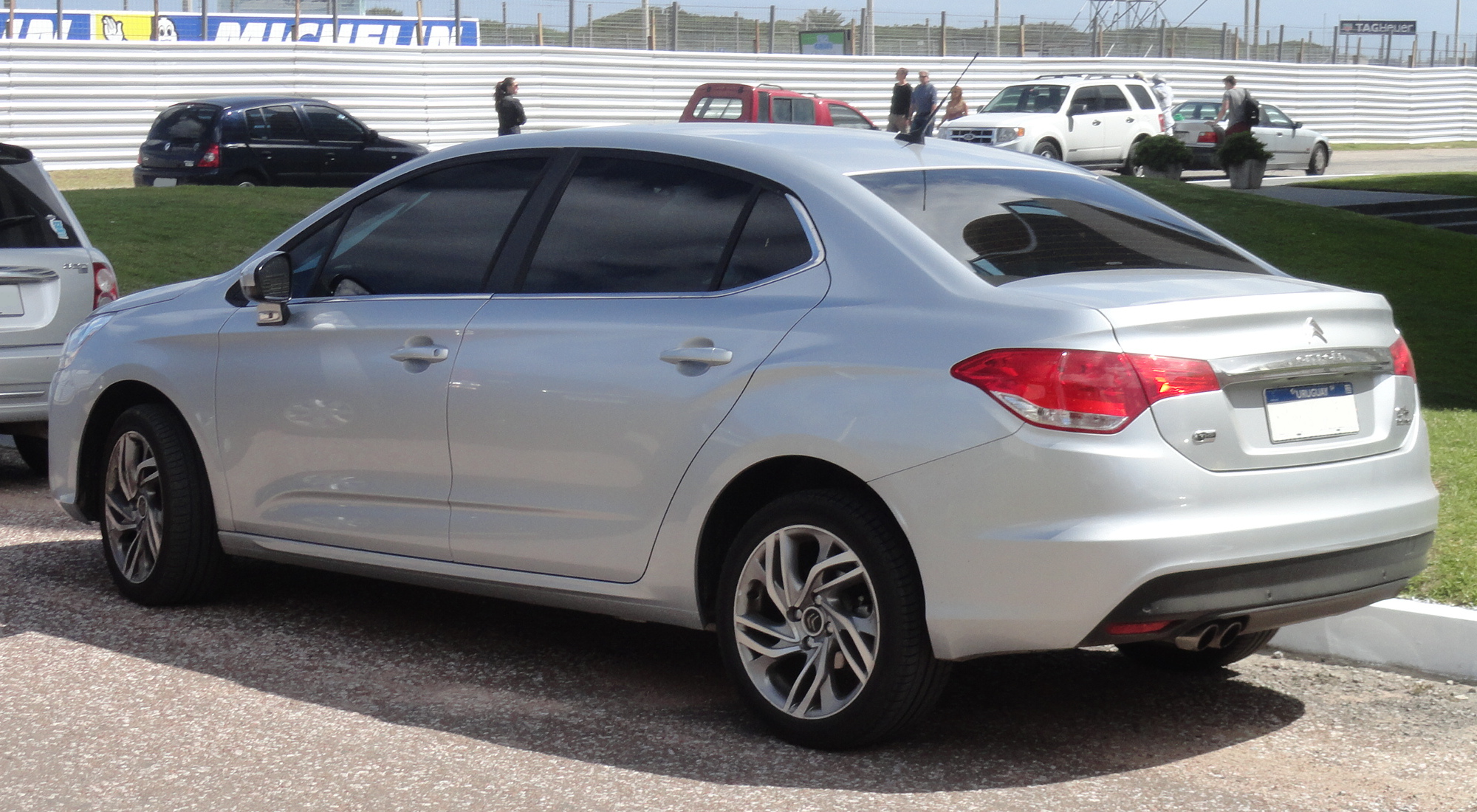
Citroën C4L - tył

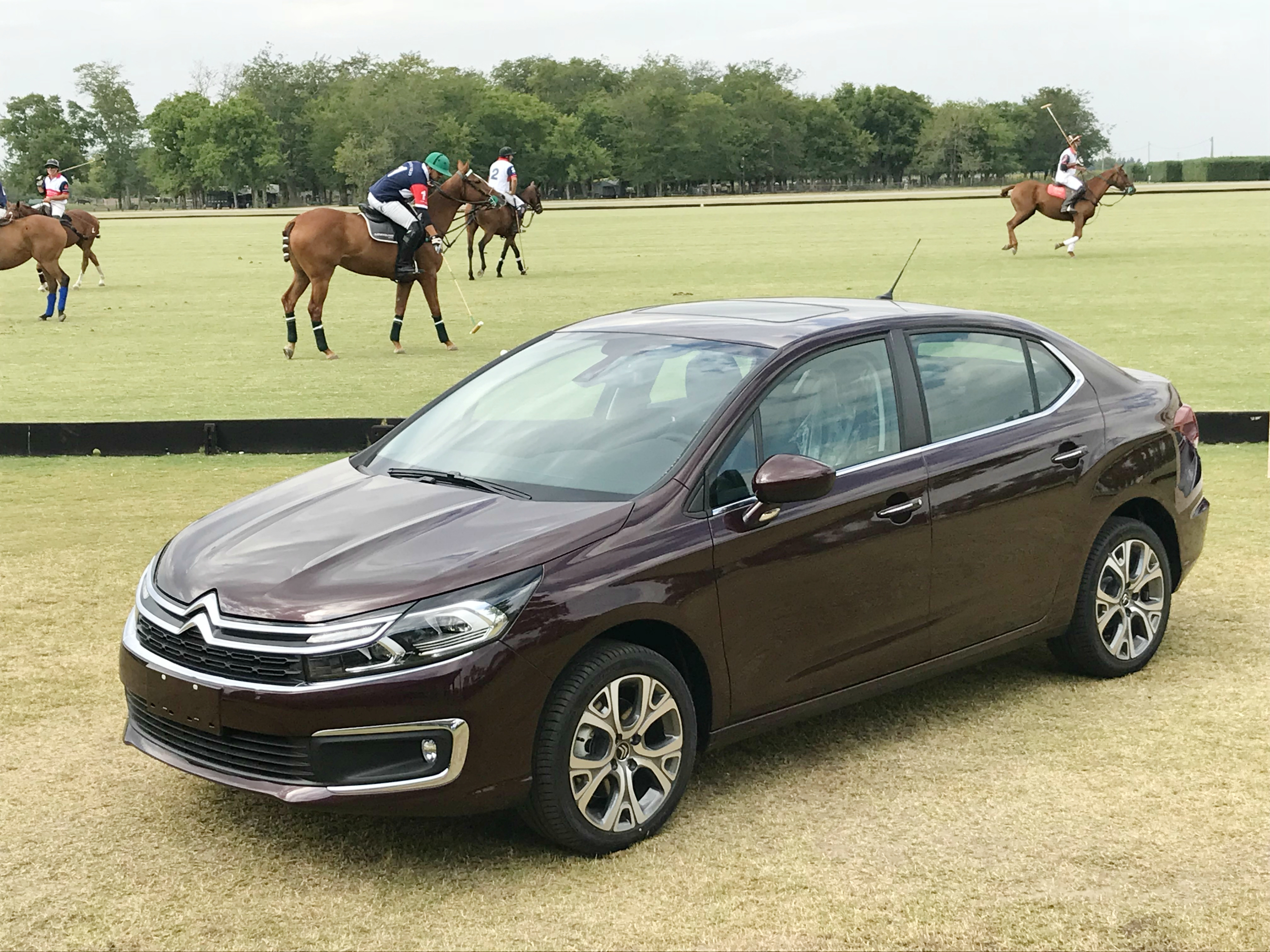
Citroën C4L po liftingu

Citroën C4L  został zaprezentowany po raz pierwszy w 2012 roku.
Oficjalna premiera drugiej wersji nadwoziowej C4 miała miejsce w czerwcu 2012 roku. Podobnie jak w przypadku poprzedniego wcielenia, trójbryłowa odmiana zyskała oddzielną nazwę - tym razem, C4L. Dla podkreślenia odrębnego charakteru tego modelu względem hatchbacka, samochód zyskał inny wygląd pasa przedniego - pojawiła się większa atrapa chłodnicy i inaczej stylizowany zderzak. C4L wyróżnia się też wyglądem tylnej części nadwozia, która zyskała charakterystyczną wklęsłą tylną szybę znaną już z modeli C5 i C6.
C4L trafiło do sprzedaży m.in. w Chinach, Ameryce Południowej, a także w Rosji i na Białorusi i Ukrainie. W czerwcu 2016 roku przedstawiono model po gruntownej modernizacji, w ramach której zmieniono całkowicie wygląd pasa przedniego - reflektorów, zderzaka i atrapy chłodnicy. 

### Citroën C4 II Sedan

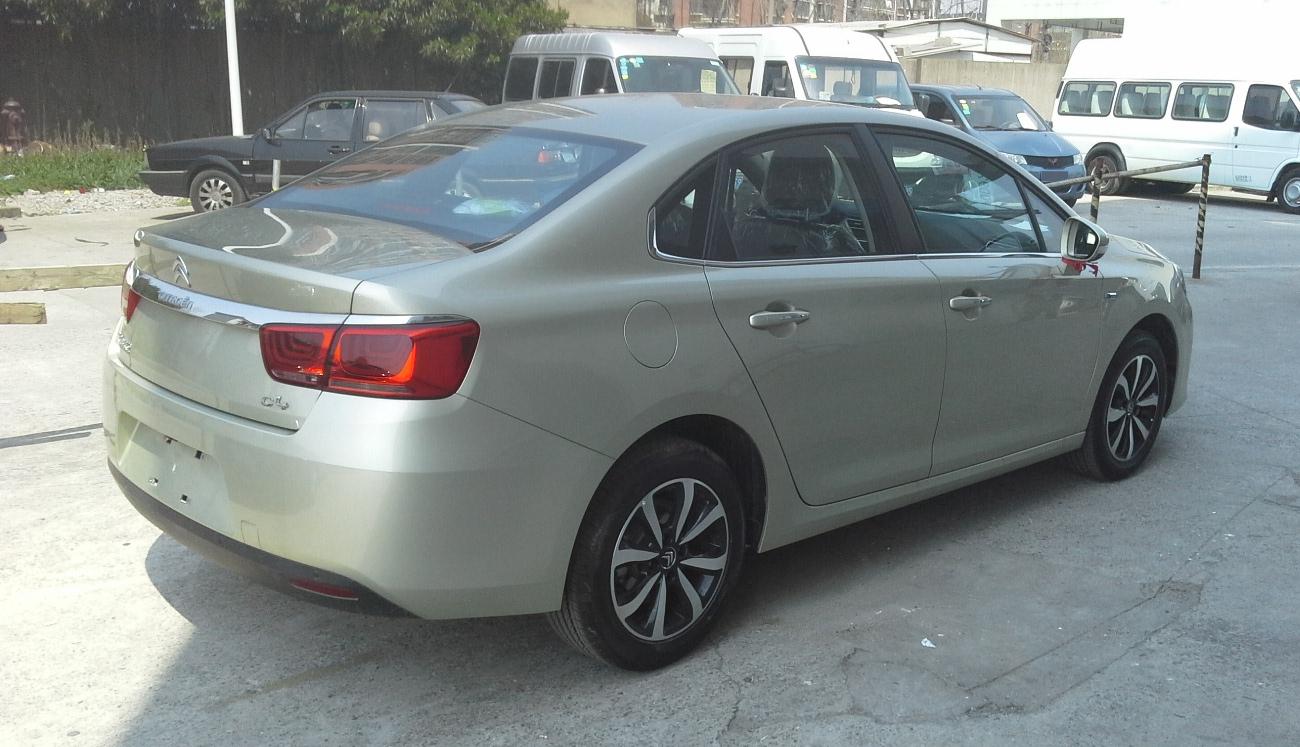
Citroën C4 II Sedan - tył

Citroën C4 II Sedan został zaprezentowany po raz pierwszy w 2015 roku.
We wrześniu 2015 roku chiński oddział Citroëna we współpracy ze spółką Dongfeng Motor, z którą od lat 90. działa we spółce typu joint-venture, przedstawił opracowany specjalnie z myślą o chińskim rynku model C4 Sedan oparty na bazie drugiej generacji znanego w Europie modelu C4. Choć marka oferuje w Chinach już model C4L, to C4 sedan jest plasowane poniżej jego, jako bardziej kompaktowa alternatywa. Z tego powodu, samochód jest krótszy i ma mniejszy rozstaw osi.
C4 Sedan odróżnia się od C4, na którym bazuje, wyglądem nadwozia i kokpitu. Inny jest zarówno pas przedni, jak i deska rozdzielcza i wystrój kabiny pasażerskiej. Te same pozostały jedynie drzwi kierowcy, które ukazują pokrewieństwo z C4 i C4L. 

## Trzecia generacja

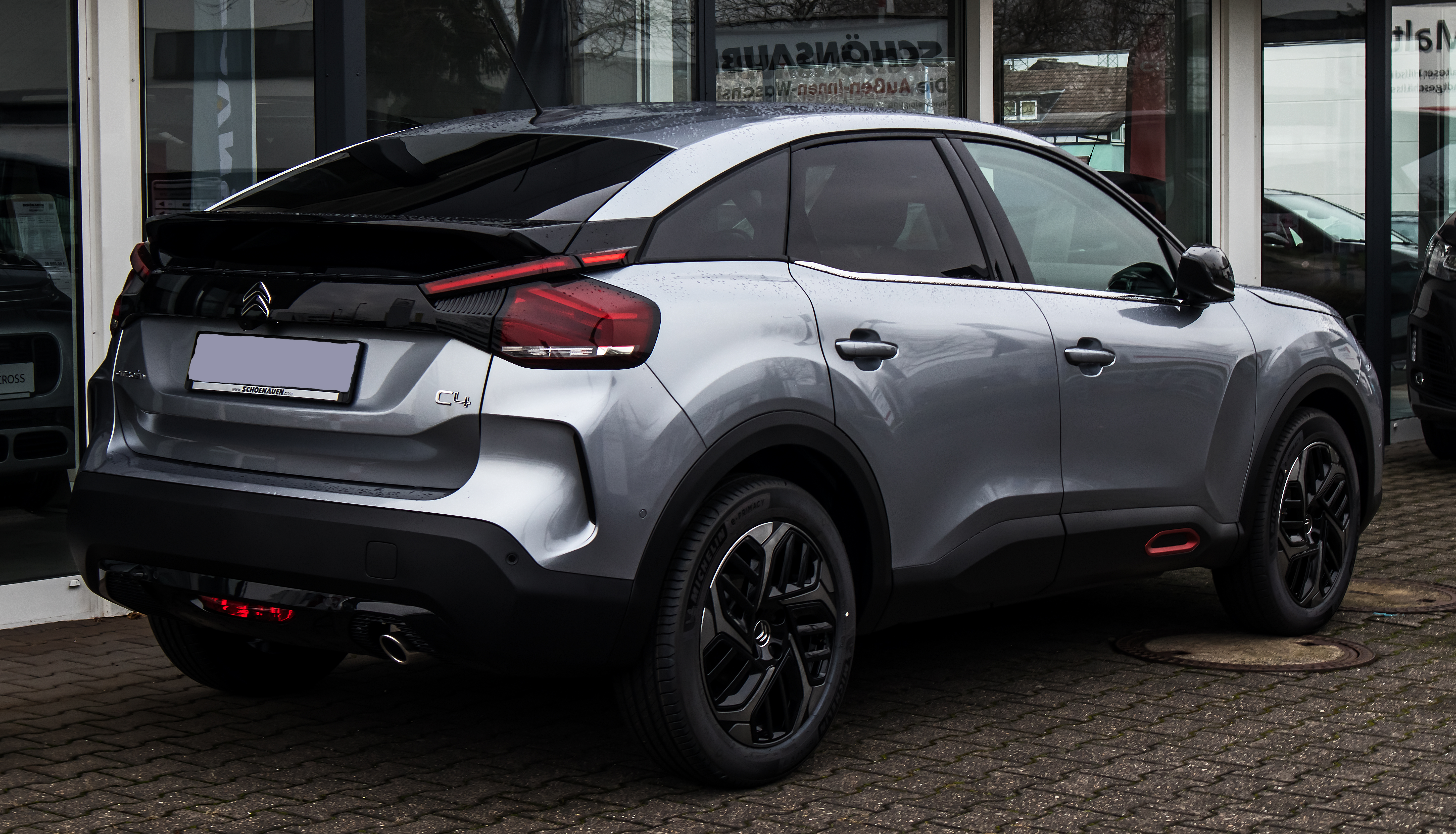
Citroën C4 III - tył

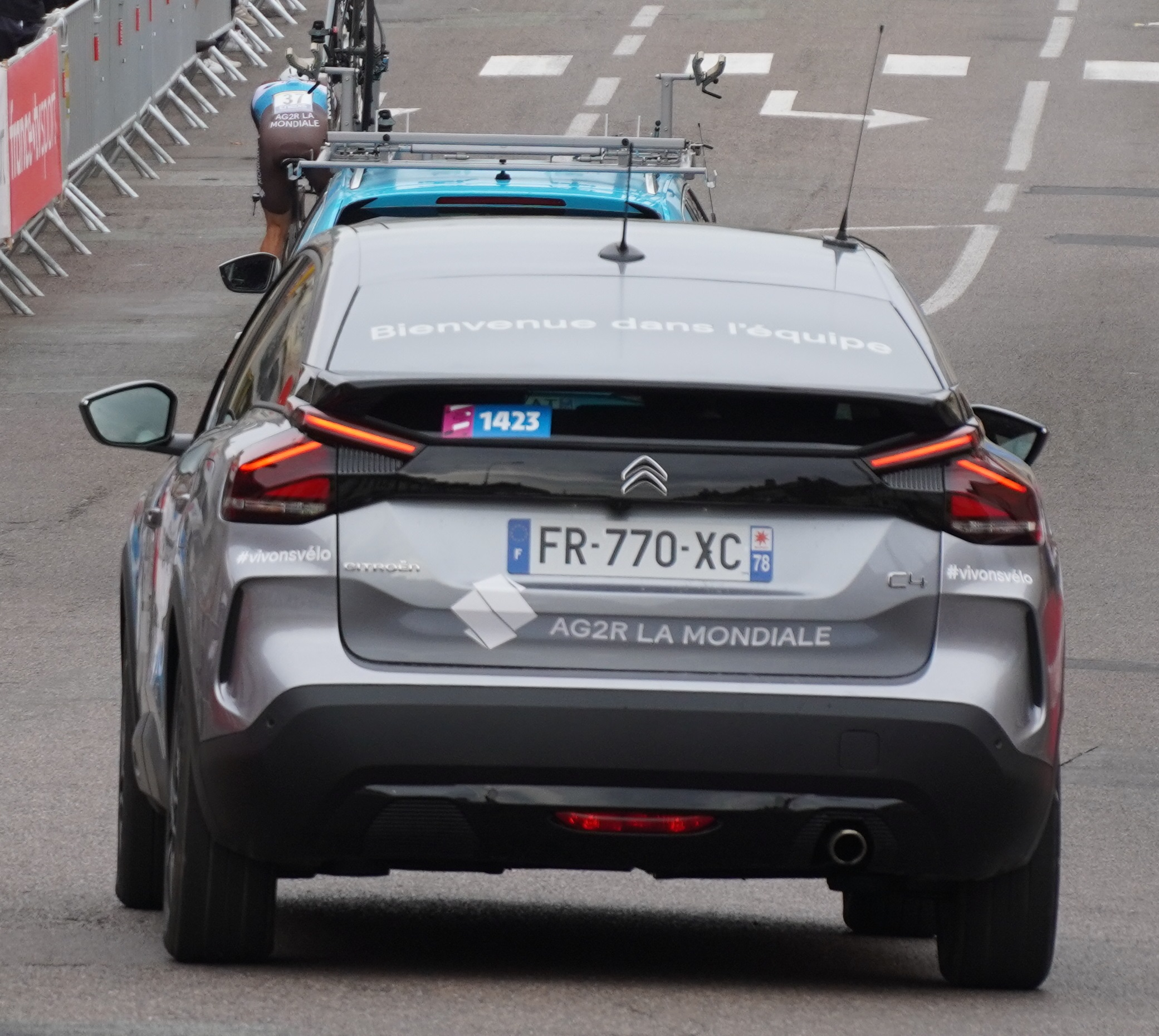
Citroën C4 III podczas Tour de France 2020

Citroën C4 III został po raz pierwszy zaprezentowany 30 czerwca 2020 roku
W porównaniu z poprzednikami nowy Citroen C4 oparty na platformie CMP nawiązuje stylistycznie do cech crossovera takimi elementami, jak nakładki na progi i zderzaki. Pojazd otrzymał awangardową stylistkę, z mocno zarysowanym przodem i nisko schodzącą linią dachu z tyłu.
W samochodzie zastosowano specjalne komfortowe amortyzatory z ogranicznikami hydraulicznymi oraz nowej generacji fotele. Wnętrze ma być też lepiej wyciszone, w którym zastosowano także m.in. całkowicie płaską konsolę środkową, oraz duży ultrapanoramiczny wyświetlacz dotykowy. Prześwit samochodu wynosi 156 mm.
Samochód zadebiutował w polskich salonach marki w lutym 2021 roku, natomiast w Wielkiej Brytanii w styczniu 2021 roku. Ceny samochodu na rynku polskim zaczynają się od 75 800 zł w przypadku wersji spalinowych i od 137 400 zł w przypadku odmian elektrycznych.

### ë-C4
Do gamy trzeciej generacji C4 trafiła także wersja elektryczną, której ukłąd napędowy rozwija moc 136 KM. Działa on w połączeniu z akumulatorami o pojemności 50 kWh, które mają pozwolić na przejechanie maksymalnie 350 KM na jednym ładowaniu. Pod wizualnym samochód nie zyskał charakterystycznych cech w stosunku do klasycznego wariantu spalinowego.

### Silniki[24]
- L3 1.2l PureTech 102 KM
- L3 1.2l PureTech 130 KM
- L3 1.2l PureTech 156 KM
- L4 1.5l Blue HDI 110 KM
- L4 1.5l Blue HDI 130 KM